# 355 Gabriella
355 Gabriella è un asteroide della fascia principale del diametro medio di circa 22,79 km. Scoperto nel 1893, presenta un'orbita caratterizzata da un semiasse maggiore pari a 2,5382808 UA e da un'eccentricità di 0,1052828, inclinata di 4,27917° rispetto all'eclittica.
Il suo nome è dedicato all'astronoma francese Gabrielle Renaudot, moglie di Camille Flammarion.